# Chiara Ferragni
Chiara Ferragni (n. 7 mai 1987, Cremona, Lombardia, Italia) este un fotomodel și o moderatoare de televiziune italiană.